# آق‌بلاغ مصطفی‌خان
آقبلاغ مصطفی‌خان روستایی است که در استان اردبیل، شهرستان نمین، بخش ویلکیج، دهستان ویلکیج مرکزی قرار دارد. از روستا های نزدیک وهمجوار میتوان تازه کند لقمان آباد را نام برد که در یک و نیم کیلومتری این روستا واقع شده است.

## جمعیت
بر اساس سرشماری سال ۱۳۸۵ جمعیت این روستا ۶۲۴ نفر با ۱۴۰ خانوار بوده‌است.